# Conferenza Internazionale dei Partiti e delle Organizzazioni Marxisti-Leninisti (International Newsletter)
La Conferenza Internazionale dei Partiti e delle Organizzazioni Marxisti-Leninisti (conosciuta con la sigla inglese ICMLPO) è un'organizzazione internazionale che raggruppa partiti comunisti da tutti i paesi che aderiscono al marxismo-leninismo e al pensiero di Mao Zedong. È organizzata da un gruppo di coordinamento comune (Joint Coordination Group) e si tiene ogni due o tre anni. L'ultima ICMLPO si è tenuta nel 2007.
L'ICMLPO fu fondata all'alba degli anni Ottanta dal Partito Comunista delle Filippine e dal Partito Marxista-Leninista Tedesco. Tuttora quest'ultimo ne è l'organizzatore principale. Nel 1984, una corrente più estremistica, guidata da Sendero Luminoso, fondò dall'ICMLPO il Movimento Internazionalista Rivoluzionario.
Per differenziarla dall'ICMLPO (Unità e Lotta), di ispirazione hoxhaista, cioè vicina alle posizioni del decaduto Partito del Lavoro d'Albania, all'ICMLPO maoista è frequentemente aggiunta la dicitura International Newsletter, dal nome del suo periodico.

## Partecipanti

### Partecipanti alla 10ª conferenza (2011)
Partecipanti:
- Partito Comunista Rivoluzionario (Argentina)
- Partito Comunista del Bangladesh (Bangladesh)
- Partito Comunista (Marxista–Leninista–Maoista) di Bolivia (Bolivia)
- Organizzazione Rivoluzionaria del Congo
- Partito Comunista (Marxista–Leninista) (Repubblica Dominicana)
- Organizzazione Comunista Marxista-Leninista - Via Proletaria (Francia)
- Partito Marxista-Leninista di Germania (Germania)
- Commissione Centrale Provvisoria, CPI (ML) (India)
- Partito Toilers' d'Iran (Iran)
- Organizzazione Comunista del Lussemburgo (Lussemburgo)
- Gruppo di Marxisti-Leninisti/Alba Rossa (Paesi Bassi)
- Partito Comunista (Marxista-Leninista) di Panama (Panama)
- Partito Comunista delle Filippine (Filippine)
- Partito Bolscevico (Nord Kurdistan-Turchia) (Turchia)
- Partito Comunista di Turchia/Marxista–Leninista (Turchia)
- Partito Comunista Rivoluzionario (Uruguay)
- Organizzazione Rivoluzionaria del Lavoro (Stati Uniti)

### Partecipanti alla 9ª Conferenza (2007)
Fra i seguenti partecipanti, quelli con un asterisco (*) si trovano su posizioni critiche.
- Organizzazione Marxista-Leninista dell'Afghanistan (Afghanistan)
- Partito Comunista Rivoluzionario (Argentina)
- Partito dei Lavoratori del Bangladesh (Bangladesh)
- Partito Comunista della Bolivia Marxista-Leninista-Maoista (Bolivia)*
- Partito Comunista di Colombia - Maoista (Colombia)
- Partito Comunista delle Filippine (Filippine)
- Organizzazione Comunista Marxista-Leninista - Via Proletaria (Francia)
- Partito Marxista-Leninista Tedesco (Germania)
- Organizzazione Comunista di Grecia (Grecia)
- Partito Comunista d'India (marxista-leninista) (India)*
- Comitato Centrale Provvisorio, Partito Comunista d'India (marxista-leninista) (India)
- Partito degli Operai dell'Iran (Iran)
- Comitati di Appoggio alla Resistenza Comunista (Italia)
- Partito dei Comunisti Italiani (Italia)*
- Organizzazione Comunista del Lussemburgo (Lussemburgo)
- Partito Comunista del Nepal (Mashal) (Nepal)*
- Gruppo dei Marxisti-Leninisti/Rode Morgen (Paesi Bassi)
- Partito Comunista (marxista-leninista) di Panama (Panama)
- Partito Comunista del Perù (marxista-leninista) (Perù)
- Partija Rada (Serbia)
- Partito Comunista del Sudafrica (marxista-leninista) (Sudafrica)
- Partito Comunista della Turchia/Marxista-Leninista (Turchia)
- Partito Comunista Rivoluzionario (Uruguay)
- Ray O. Light Group (Stati Uniti d'America)
- Revindo, organizzazione rivoluzionaria dell'Asia sud-orientale

### Partecipanti alla 8ª Conferenza (2004)
- Organizzazione Marxista-Leninista dell'Afghanistan (Afghanistan)
- Partito Comunista Rivoluzionario (Argentina)
- Partito dei Lavoratori del Bangladesh (Bangladesh)
- Partito Comunista della Bolivia (marxista-leninista) (Bolivia)
- Partito Comunista di Colombia - Maoista (Colombia)
- Organizzazione Rivoluzionaria del Congo (Congo)
- Partito Comunista (Marxista-Leninista) (Repubblica Dominicana)
- Partito Comunista delle Filippine (Filippine)
- Organizzazione Comunista Marxista-Leninista - Via Proletaria (Francia)
- Partito Marxista-Leninista Tedesco (Germania)
- Organizzazione Comunista della Grecia (Grecia)
- Partito Comunista d'India (marxista-leninista)-Janashakti (India)
- Partito Comunista d'India (marxista-leninista)-Red Flag (India)
- Comitato Centrale Provvisorio, Partito Comunista d'India (marxista-leninista) (India)
- Organizzazione Comunista del Lussemburgo (Lussemburgo)
- Partito Comunista del Nepal (Centro d'Unità-Mashal) (Nepal)
- Partito Comunista dei Lavoratori (Norvegia)
- Gruppo dei Marxisti-Leninisti/Rode Morgen (Paesi Bassi)
- Partito Comunista (marxista-leninista) di Panama (Panama)
- Movimento Popolare Rivoluzionario Paraguay Pyahura (Paraguay)
- Partito Maoista Russo (Russia)
- Partito del Lavoro (Serbia)
- Partito Comunista del Sud Africa (marxista-leninista) (Sudafrica)
- Partito Comunista della Turchia/Marxista-Leninista (Turchia)
- Partito Bolscevico (Kurdistan del Nord-Turchia) (Turchia)
- Partito Comunista Rivoluzionario (Uruguay)
- Ray O. Light Group (Stati Uniti d'America)
- Revindo, organizzazione rivoluzionaria dell'Asia sud-orientale